# Ludmila (canción)
«Ludmila» es una canción compuesta por el músico argentino Luis Alberto Spinetta e interpretada por la banda Spinetta Jade, que se encuentra en el álbum Madre en años luz de 1984, cuarto y último álbum de la banda y 18º en el que tiene participación decisiva Luis Alberto Spinetta.
En este álbum Spinetta Jade estaba integrada por César Franov (bajo), Juan Carlos "Mono" Fontana (Yamaha Grand - Yamaha DX7, Oberheim OBX-8, Moog The Source), Lito Epumer (guitarra) y Luis Alberto Spinetta (guitarra y voz). Héctor "Pomo" Lorenzo, integraba por entonces la banda, pero en el álbum sólo participa del tema "Diganlé".

## Contexto
El tema es el sexto track (primero del lado B) del último de los cuatro álbumes de la banda Spinetta Jade, Madre en años luz, con importantes cambios en su integración, respecto del álbum anterior, Bajo Belgrano (1983), fundamentalmente la salida de Sujatovich (teclados) y la entrada de Mono Fontana (teclados) y Lito Epumer (guitarra), especialmente Fontana, quien acompañará desde entonces a Spinetta muchos años e influirá sustancialmente en su sonido. El álbum se realiza también con una "máquina de ritmos" (Oberheim DMX), por primera vez en la carrera de Spinetta.
Madre en años luz fue un álbum bisagra, que cerró la etapa jazzera de Spinetta, para abrir una etapa de nuevos sonidos, calificados como más "ochentosos", más pop y más tecno.
La canción, como otras canciones de Spinetta tituladas con nombre de mujer, llevó a que una gran cantidad de fanes de Spinetta le pusieran a sus hijas el nombre de Ludmila.

## El tema
Lo que caracteriza mucho al tema es su compás de 5/4, pero cuyo ritmo continuo hace que su métrica irregular casi ni se perciba. El tema comienza en un arpegio de guitarra en La suspendido a la segunda (A sus2) con variaciones en el bajo (acorde pedal se podría decir) que abren paso a la voz de Spinetta gritando incesantemente "Ludmila", a la manera de un llamado a la distancia.
En este tema Spinetta (voz, guitarra) está acompañado por Cesar Franov (bajo), Juan Carlos "Mono" Fontana (teclados), Lito Epumer (guitarra), y Pedro Aznar (programación de caja de ritmos).

## Versiones
Existen tres versiones principales del tema registradas en Madre en años luz (1984), Estrelicia MTV Unplugged (1997) y en el recital Corazón acústico realizado en el Teatro Colón en 2002.
La versión incluida en Madre años luz (1984) se caracteriza por el sonido tecno que identifica al álbum y la "urgencia rítmica" que le imprime la máquina de ritmos a partir de la segunda estrofa, que la voz de Spinetta remarca subiendo una octava el grito "Ludmila". El tema incluye también un solo electrónico realizado por el Mono Fontana.
Spinetta realiza una segunda versión en ocasión de su recital unplugged para MTV, con la que cerró el recital. Se trata de una versión en la que están ausentes los sonidos electrónicos, como lo exige el formato clásico de los unplugged (desenchufado) de la MTV.
La tercera versión interpretada en el recital Corazón acústico realizado en el Teatro Colón en 2002 también tiene un estilo acústico, similar al de la versión unplugged realizada para la MTV, pero sin batería, con variaciones de cuerdas mediante teclados y un fondo de percusión con tumbadoras.